# Michael Stuart Brown
Michael Stuart Brown (Nova York, EUA 1941) és un metge i genetista nord-americà guardonat amb el Premi Nobel de Medicina o Fisiologia l'any 1985.

## Biografia
Va néixer el 13 d'abril de 1941 a la ciutat de Nova York. Va estudiar química a la Universitat de Pennsilvània, on es graduà el 1962, i el 1966 amplià els seus estudis graduant-se en medicina a la Universitat de Filadelfia. El 1966 es traslladà al departament de genètica molecular de la Universitat de Texas, on inicià la seva llarga col·laboració amb Joseph L. Goldstein.

## Recerca científica
Al costat de Joseph L. Goldstein desenvolupà una extensa recerca al voltant del metabolisme del colesterol i descobriren les lipoproteïnes de baixa densitat (LDL). Les seves investigacions foren cabdals per al tractament de les malalties causades per un alt nivell de colesterol a la sang.
L'any 1985 fou guardonat amb el Premi Nobel de Medicina o Fisiologia, juntament amb Joseph Leonard Goldstein, pels seus treballs sobre la regulació del metabolisme del colesterol.